# Repülőhíd (komp)

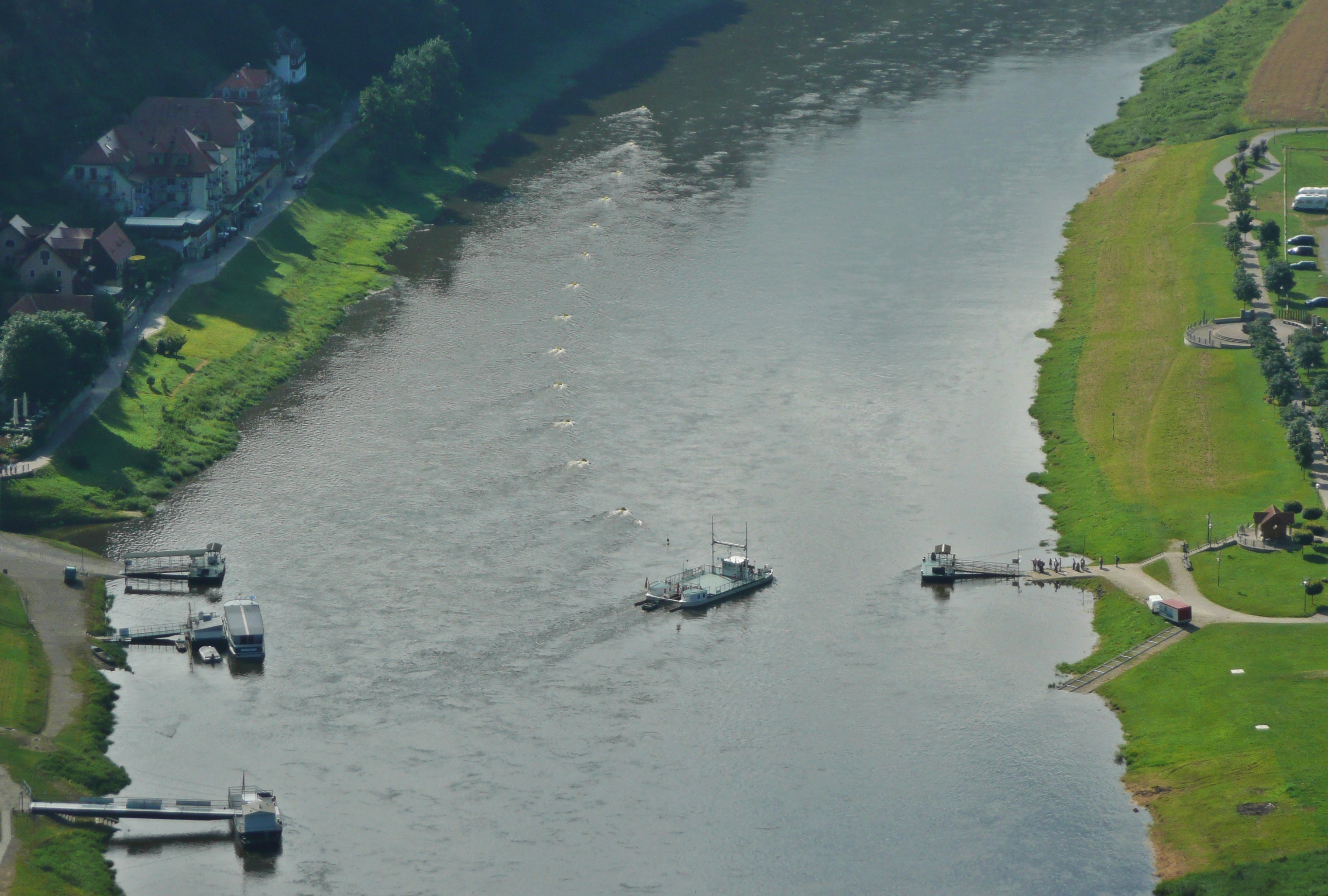
Repülőhíd az Elbán

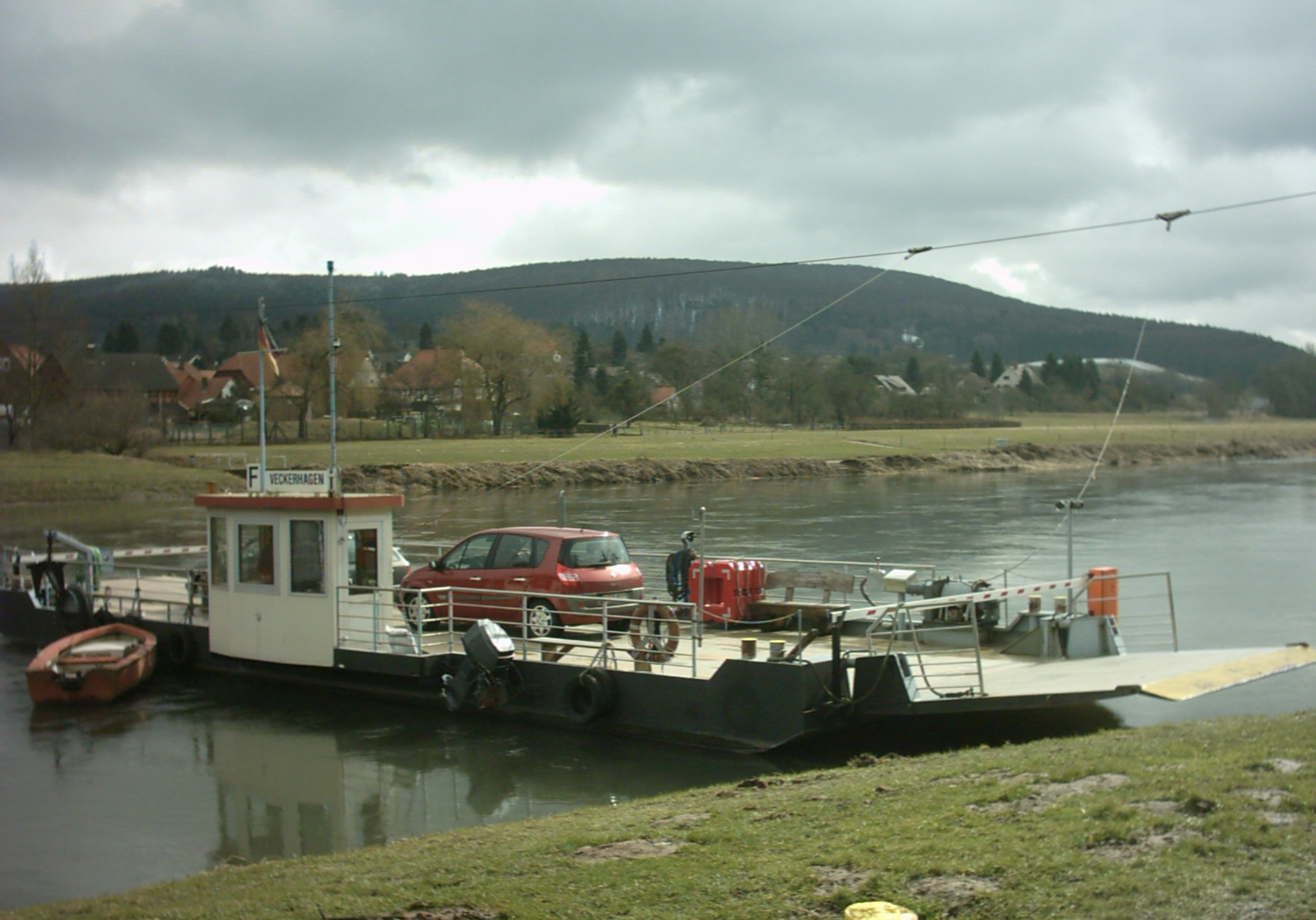
Vezetőkábeles repülőhíd a Weseren

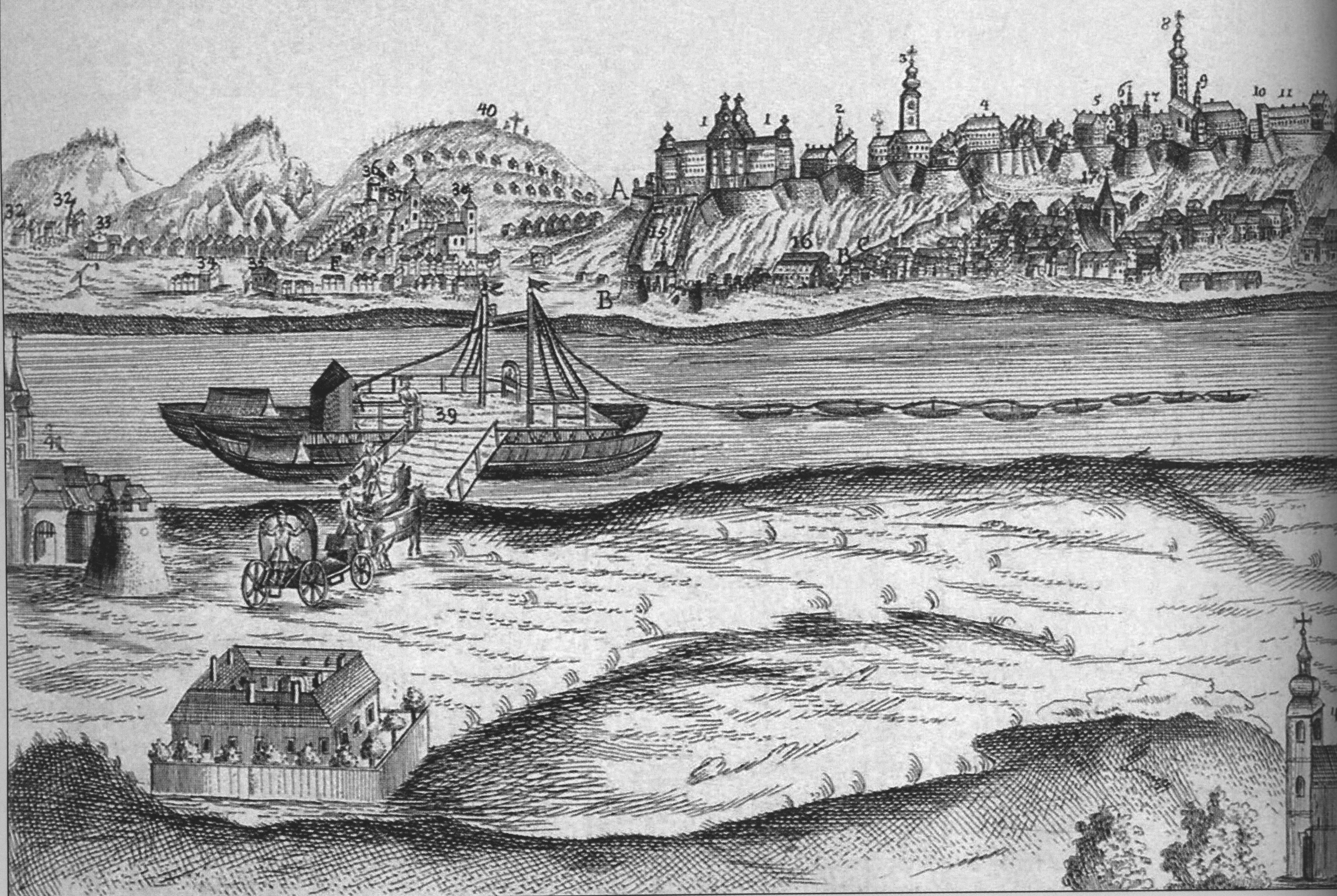
Pestet és Budát összekötő repülőhíd képe Binder János Fülöp metszetén. (1735.)

A repülőhíd vagy lengőkomp az erős sodrású folyókon használt komp egy fajtája. A folyón való átkeléshez a komp itt nem használ külön emberi állati erőt vagy erőgépet, hanem a folyó sodrát hasznosítja.

## Működési elve
A klasszikus repülőhíd kompját hosszú kötél vagy lánc segítségével lehorgonyozzák a folyó közepén. A kötelet általában több kisebb csónak tartja a víz felszínén. A kompot induláskor a kormánylapát segítségével úgy fordítják el, hogy a víz áramlásából származó erő oldalirányú komponense átmozgassa a másik partra. Más esetben a két part között kifeszített kötélhez a kompon csatlakozó görgők tartják a hajótestet a megfelelő ferde helyzetben.

## Magyarországon

### Pozsony
A Duna magyarországi szakaszán először Pozsonynál létesítettek repülőhidat 1676-ban.

### Pest és Buda között
A török hódoltságból felszabadult Buda és Pest között megsemmisült a korábban a törökök által épített és fenntartott hajóhíd. Ennek helyettesítésére létesítettek repülőhidat (másodikként a pozsonyi után) nem sokkal az ostromot követően, először a mai Erzsébet híd, majd a Lánchíd helyén. Ez a repülőhíd 750 m hosszú kötélre volt lehorgonyozva, melyet hét ladik tartott a víz felszínén. A kötelet körülbelül a Batthyány téri Szent Anna templom magasságában horgonyozták le a Duna meder közepére. A komp maga két hajótest között ácsolt fedélzetből állt, melyre három-négy lovaskocsi és 300 utas is felfért. A 18. század megnövekedett forgalmát a repülőhíd már nem tudta ellátni, ezért ismét hajóhidat építettek a két város között, melyet csak a Lánchíd megnyitása tett feleslegessé.

### Komárom
A harmadik repülőhíd Komáromnál nyílt meg 1760-ban az Erzsébet-szigetnél. A komp útja parttól partig a korabeli leírások szerint hat percig tartott. A repülőhíd 1837-ig állt fenn, akkor létesítettek a két part között állandó hajóhidat.

### Esztergom-Párkány
Amikor Esztergom felszabadult a hosszú török uralom alól és az érsekség visszaköltözött a városba, Barkóczy Ferenc érsek nagy építkezésekbe kezdett, melynek során pozsonyi mintára repülőhidat is telepíttetett Esztergom és Párkány közé. A munkálatokkal megbízott Ipolyi kanonok 1762. novemberében kelt át először az új repülőhíd segítségével a másik partra. Esztergomból Párkányba az út 6 percig, visszafelé 8 percig tartott Ipolyi leírása szerint. A komp a jelenlegi Mária Valéria híd északi oldalán közlekedett. A rév helyén épült hajóhíd 1842-ben nyílt meg.

### Vágfarkasd
A vágfarkasdi révet már az 1113-ban kiadott második zobori oklevél is említi. Jelenleg egy menetrend nélkül, térítésmentesen közlekedő motor nélküli komphajó biztosítja a Vág folyón való átkelést.

## Külső hivatkozások
- Hidak a középkorban. Budapest[halott link]
- Lánchidalunk, de mi volt előtte?
- Prokopp Gyula: Esztergomi Duna-híd
- Hídavatás 2001-ben